# فاریاب (رودخانه)
فاریاب، روستایی در دهستان رودخانه‌بر بخش رودخانه شهرستان رودان در استان هرمزگان ایران است. این روستا، مرکز دهستان رودخانه بر است.

## جمعیت
بر پایه سرشماری عمومی نفوس و مسکن در سال ۱۳۹۵، جمعیت این روستا برابر با ۱٬۰۶۵ نفر (۳۰۴ خانوار) بوده‌است.